# Explorer 1

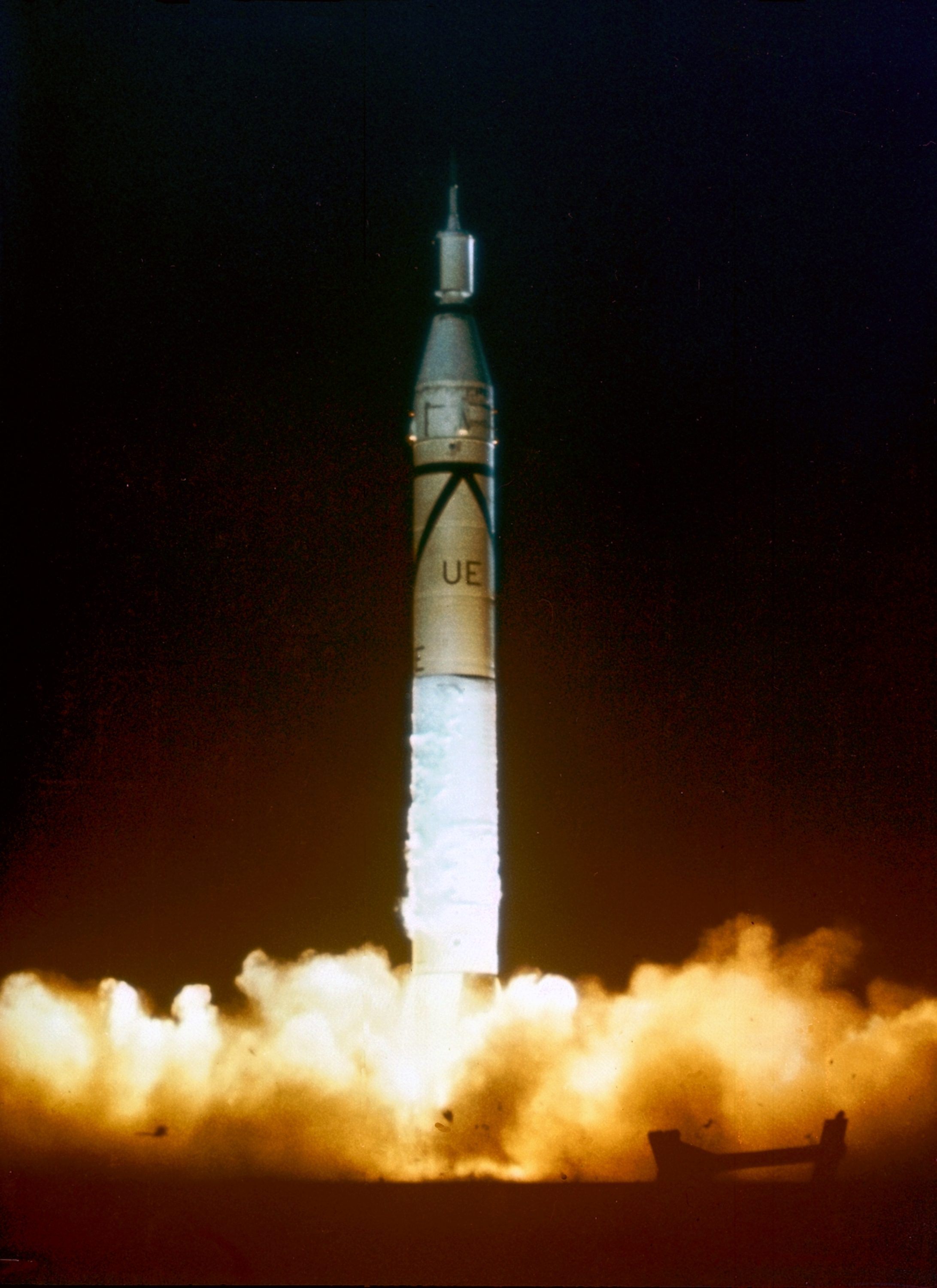
Lancering Explorer 1
Foto:JPL

De Explorer 1 was de eerste satelliet die door de Verenigde Staten succesvol in een baan om de aarde werd gebracht. De officiële naam was Satellite 1958 Alpha en hij werd gelanceerd op 1 februari 1958 vanaf Cape Canaveral.
De satelliet werd gelanceerd met behulp van een Jupiter-C-draagraket nadat een eerdere lancering van de Vanguard TV3 met een Vanguardraket op 6 december 1957 mislukte. De Jupiter-C was als onofficiële backupraket, ontwikkeld door Werner von Braun voor het Army Ballistic Missile Agency (ABMA), achter de hand gehouden.

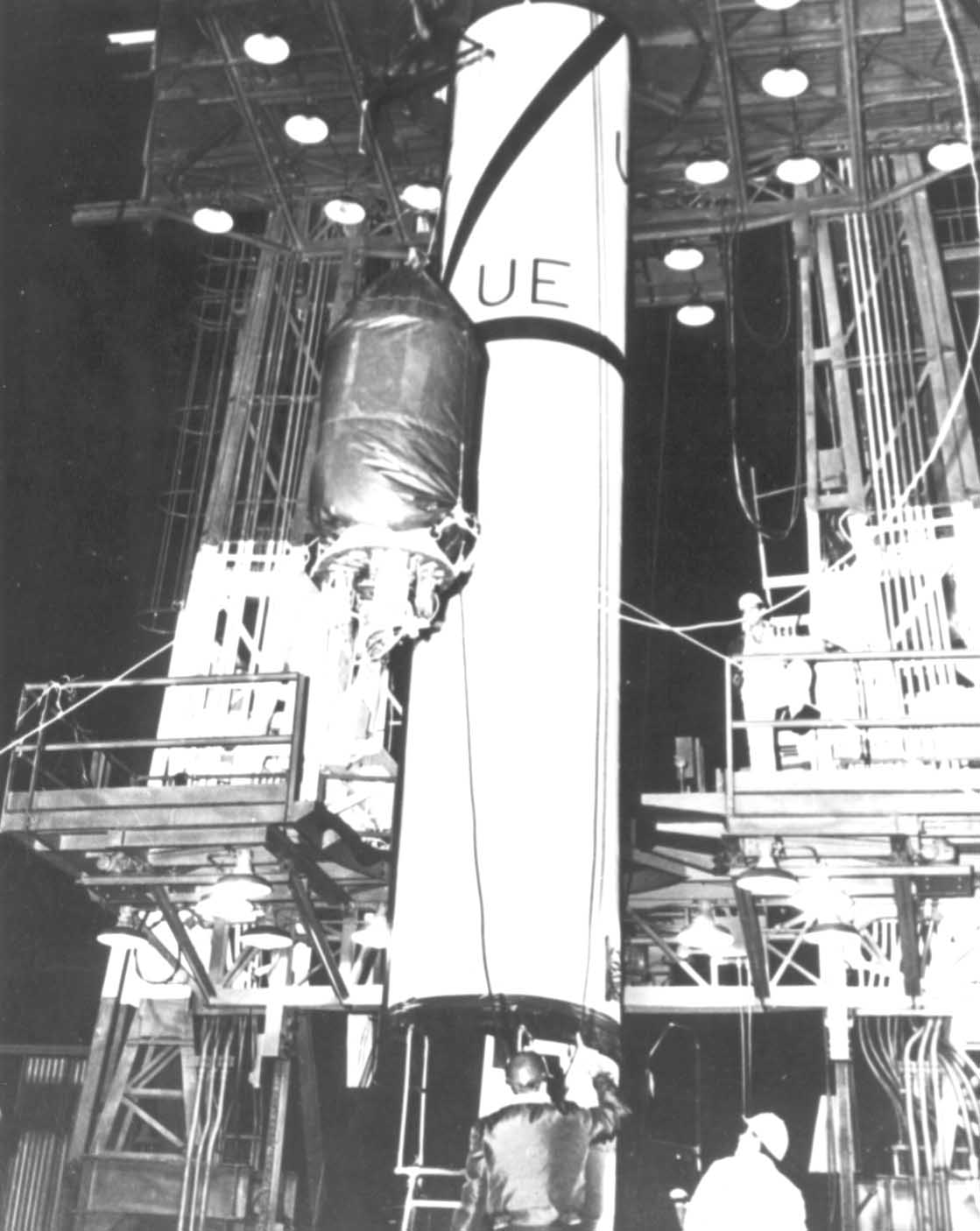
Explorer 1 wordt op de Jupiter C raket geplaatst
Foto:JPL

Het Jet Propulsion Laboratory, dat later een onderdeel werd van de NASA, ontwierp en bouwde de satelliet, onder leiding van William Hayward Pickering, terwijl de instrumenten aan boord van de Explorer 1 door James Van Allen van de State University of Iowa werden ontworpen.
Aan de hand van de gegevens, geleverd door de geigerteller die deel uitmaakte van de instrumenten van de Explorer 1, werden de Van Allen-gordels ontdekt. 
De satelliet woog bijna 14 kilogram en bleef in een baan om de aarde tot 31 maart 1970, waarna hij terugviel in de atmosfeer en verbrandde boven de zuidelijke Grote Oceaan.